# Суруч
Суруч (тур. Suruç, курд. Pirsûs, сир. ܣܪܘܓ Sruḡ) — город и район на юге провинции Шанлыурфа (Турция).

## История
Люди жили в этих местах с древнейших времён. Впоследствии город входил в состав разных государств; в 1517 году он попал в состав Османской империи.
В 1918 году город оказался под британской оккупацией, а с 1919 года — под французской. Город был освобождён от иностранных войск 11 апреля 1923 года.
20 июля 2015 года в городе террористом-смертником ИГ был совершён самоподрыв, в результате которого более 30 человек погибли и более 100 получили ранения.
11 октября 2019 года Суруч подвергся обстрелу курдских формирований из СДС. В результате атаки 2 мирных жителя погибли.